# Успіх (телесеріал, Хорватія)
«Успіх» (хорв. Uspjeh) — хорватський драматичний кримінальний серіал, знятий для каналу HBO режисером Данісом Тановичем, володарем «Оскара» за найкращий фільм іноземною мовою. Прем'єра відбулась 6 січня 2019 року. «Успіх» є першим оригінальним хорватським серіалом, створеним для HBO.

## Передісторія
Сценарій Мар'яна Алчевського був обраний серед 447 представлених робіт на конкурсі "HBO Adria First Draft 2017".

## Сюжет
Серіал — темний погляд на сучасне суспільство. Драма-трилер про групу чотирьох абсолютно різних людей, яких об'єднує один жорстокий злочин. Персонажі по-своєму борються з повсякденними проблемами. Оскільки наслідки злочину починають впливати на кожен аспект їхнього життя, звичайні люди у різні способи намагаються відновити контроль над власним життям. «Успіх» — це універсальна багаторівнева історія, в якій через любов, працю, сім'ю, лояльність, незахищеність і безкарність досліджується почуття розчарування, безпорадності і пасивності у повсякденному житті простих людей в Загребі і за його межами.

## У ролях
| Актор          | Роль              |
| -------------- | ----------------- |
| Улікс Фехмію   | Харіс             |
| Філіп Майер    | Свен              |
| Іва Михалич    | Вінка             |
| Івана Роскич   | Яна               |
| Марія Шкаричич | інспекторка Калич |
| Тара Таллер    | Бланка            |
| Горан Богдан   | Іво               |
| Нікса Бутіжер  | Хрвоє             |
| Тоні Гоянович  | Кікі              |
| Тіана Лазович  | Діяна             |